# NGC 1423
NGC 1423 est une galaxie spirale barrée située dans la constellation de l'Éridan. NGC 1423 a été découverte par l'astronome américain Lewis Swift en 1886.

## Caractéristiques
Sa vitesse par rapport au fond diffus cosmologique est de 6 213 ± 10 km/s, ce qui correspond à une distance de Hubble de 91,6 ± 6,4 Mpc (∼299 millions d'al).
À ce jour, quatre mesures non basées sur le décalage vers le rouge (redshift) donnent une distance de 86,800 ± 12,319 Mpc (∼283 millions d'al), ce qui est à l'intérieur des valeurs de la distance de Hubble. Notons cependant que c'est avec la valeur moyenne des mesures indépendantes, lorsqu'elles existent, que la base de données NASA/IPAC calcule le diamètre d'une galaxie et qu'en conséquence le diamètre de NGC 1423 pourrait être d'environ 25,1 kpc (∼81 900 al) si on utilisait la distance de Hubble pour le calculer.
NGC 1423 présente une large raie HI.
Selon la base de données Simbad, NGC 1423 est une galaxie LINER, c'est-à-dire une galaxie dont le noyau présente un spectre d'émission caractérisé par de larges raies d'atomes faiblement ionisés.

## Supernova
La supernova SN 1985P a été découverte dans NGC 1423 le 9 octobre 1985 par P. Luckas, O. Trondal et Michael Schwartz, des observatoires Tenagra. Cette supernova était de type II.